# فرانسوا مستر
فرانسوا مِستر (فرانسوی: François Maistre‎; ۱۴ مهٔ ۱۹۲۵ – ۱۶ مهٔ ۲۰۱۶) بازیگر ئتاتر، سینما و تلویزیون اهل فرانسه بود.

از فیلم‌ها یا برنامه‌های تلویزیونی که وی در آن نقش داشته‌است می‌توان به گناهکاران بی‌گناه، پاریس از آن ماست، جذابیت پنهان بورژوازی، زیبای روز، شبح آزادی، گل رنج، راه شیری، داستان زنان، ویولت نوزیر، مادام بوواری، وقایع سال‌های آتش و بخش ویژه اشاره کرد.